# Вооружённые силы Брунея
Вооружённые силы Брунея (малайск. Angkatan Bersenjata Diraja Brunei) — военная организация Султаната Бруней предназначенная для защиты свободы, независимости и территориальной целостности государства. Состоят из сухопутных войск, военно-морских и военно-воздушных сил.

## История
В 1888 году Бруней стал протекторатом Британской империи. После начала второй мировой войны связь с метрополией оказалась осложнена, в 1941-1945 гг. он был оккупирован японскими войсками (которые были выбиты в июне 1945 года австралийскими войсками), но после возвращения английских войск в 1946 году на территории Брунея была восстановлена власть английской администрации.
После ряда восстаний в сентябре 1959 года Великобритания предоставила Брунею автономию в вопросах внутреннего самоуправления (вместо английского резидента в Бруней был назначен английский верховный комиссар, однако за правительством Великобритании сохранился полный контроль за внешними сношениями, обороной и внутренней безопасностью султаната).
В декабре 1962 года сторонники независимости подняли вооружённое восстание, которое было подавлено в начале 1963 года. В августе 1963 года в Лондоне прошли переговоры султана Брунея с английским правительством о расширении англо-брунейского соглашения об обороне. После этого была проведена военная реформа, в результате которой в 1965 году находившийся в Брунее полк получил новое наименование (Royal Brunei Malay Regiment) и в его составе было сформировано авиационное подразделение. В ноябре 1971 года был подписан договор с Великобританией, в соответствии с которым английский верховный комиссар осуществлял контроль за внешними сношениями и обороной страны.
В сентябре 1983 года между Великобританией и Брунеем было подписано "оборонительное соглашение", в соответствии с которым на территории Брунея остался батальон гуркхов для защиты нефтяных и газовых месторождений (оплату расходов на их содержание взяло на себя правительство Великобритании). 1 января 1984 года была провозглашена независимость Брунея - и правительство Брунея выделило дополнительные средства на усиление вооружённых сил (в 1984 году военные расходы составили 400 млн. брунейских долларов.
В 1996 году во Франции были куплены 26 колёсных бронетранспортёров VAB, в 1997 году - получены два бронированных внедорожника "лендровер" из Великобритании.
В 1997 году для ВВС Брунея был куплен базовый патрульный самолёт ВТА CN-235-110M, который эксплуатировался на протяжении двадцати шести лет (хотя ещё в 2014 году было принято решение о его замене). Для обновления авиапарка, в декабре 2022 года министерство обороны Брунея заключило контракт на покупку четырёх самолётов C-295MW. 26 января 2024 года первые два из четырёх заказанных C-295MW приземлились на авиабазе Римба и были включены в состав ВВС страны.

## Современное состояние
Комплектование - на добровольной основе. Мобилизационные ресурсы - 115 тыс. человек. Военный бюджет - 546,6 млн. долларов США (2020).
По состоянию на начало 2022 года, общая численность вооружённых сил составляла 7,2 тыс. человек.
- сухопутные войска: 4,9 тыс. человек, три пехотных батальона, батальон поддержки, резервный батальон, 20 лёгких танков FV-101 «Скорпион», 45 бронетранспортёров, две БРЭМ «Самсон» и 24 шт. 81-мм миномётов[8].
- военно-воздушные силы: 1,1 тыс. человек, один базовый патрульный самолёт CN-235-110M и 21 транспортный вертолёт[8]
- военно-морские силы: 1,2 тыс. человек, 4 корвета, 5 патрульных катеров и 4 танкодесантных катера[8]

Кроме того, есть военизированные формирования общей численностью 2,25 тыс. человек, которые не входят в состав вооружённых сил: резервное подразделение гуркхов (до 500 человек), подчиненное МВД Брунея и выполняющее функции охраны руководства страны и объектов нефтяной промышленности, а также королевская полиция 1,75 тыс. человек.